# بيجي سيغال
بيجي سيغال (بالإنجليزية: Peggy Siegal؛ مواليد 17 يوليو 1947) هي مندوبة علاقات عامة أمريكية في مجال الترفيه تعلن عن إصدارات الأفلام الجديدة لجمهور من مقدمي وسائل الإعلام والنقاد. وهي تمتلك شركة بيجي سيغال، ومقرها مانهاتن، والتي تم وصفها بأنها واحدة من أفضل 12 شركة تسويق إعلامي في عام 2018. كانت سيغال متورطة في جدال أضر بأعمالها عندما تم الكشف عن أنها قامت بالترويج لجيفري إبستين.

## استراتيجية التسويق
ترتبط سيغال بنخبة مدينة نيويورك، وتنظم وتستضيف فعاليات خاصة، بما في ذلك عروض الأفلام، والتي تدعو إليها ضيوفًا بارزين للمساعدة في استقبال الفيلم. خدماتها مطلوبة بشدة في الموسم الذي يسبق ترشيحات الجوائز، وخاصة جوائز الأوسكار. وقد نسبت سمعتها في الصناعة، من قبلها ومن قبل آخرين، إلى اختيار الضيوف الذين تدعوهم إلى هذه الأحداث بعناية. وفقًا لسيغال، فهي تحتفظ بقائمة تضم 30،000 جهة اتصال مقسمة حسب الجنسية، بما في ذلك صناع الأفلام والفنانين والكتاب والمتخصصين في التمويل.

## جدل حول جيفري إبستين
في يوليو 2019، بعد أن ذكرت صحيفة نيويورك تايمز العلاقة التجارية بين سيغال وجيفري إبستين، ألغى بعض عملاء سيغال، مثل نتفليكس وإف إكس، عقودهم نتيجة لفضيحة إبستين وحركة أنا أيضا الأكبر. في عام 2011، نظمت سيغال حدثًا في قصر إبستين كان من بين ضيوفه أشخاص بارزون مثل الأمير أندرو وجورج ستيفانوبولس وكاتي كوريك وتشيلسي هاندلر.